# Сахаров, Михаил Петрович
Михаил Петрович Сахаров (25 октября 1929 — 21 июля 2004) — передовик советского машиностроения, монтажник электронной и специальной аппаратуры Центрального конструкторского бюро машиностроения Министерства общего машиностроения СССР, город Реутов Московской области, Герой Социалистического Труда (1976).

## Биография
Родился 25 октября 1929 года в деревне Бородино, Можайского района Московской области в русской семье. В начале Великой Отечественной войны, не окончив среднюю школу, в 1942 году пошёл работать электриком на завод №51 Народного комиссариата авиационной промышленности в Москве. С 1944 года работал электриком на заводе №709, выпускающем торпедные аппараты и другую специальную продукцию для Военного-Морского Флота СССР.
В 1944 году был призван в ряды Красной Армии. Демобилизовался в 1951 году и продолжил работу механизатором в местном родном колхозе.
С 1957 года трудился в Научно-исследовательском институте №642 (с 1958 года - ОКБ-52, с 1966 года - Центральное конструкторское бюро машиностроения, с 1983 - НПО машиностроения). Работал монтажником электронной и специальной аппаратуры.
Выдающийся специалист в своей профессии. Работал в приборных и испытательных подразделениях конструкторского бюро. Принимал участие в завершающих этапах наземных и лётных испытаний самолёта-снаряда 10ХН, первой крылатой ракеты разработки "ОКБ-52 П-5". В дальнейшем работал над изготовлением и наладкой бортовых ракетных и наземных испытательных комплексов. 
Указом Президиума Верховного Совета СССР от 15 сентября 1976 года (закрытым) за большие заслуги в создании специальной техники Михаилу Петровичу Сахарову присвоено звание Героя Социалистического Труда с вручением ордена Ленина и золотой медали «Серп и Молот».
Трудился на предприятии на протяжении свыше 40 лет. Умер 21 июля 2004 года.

## Награды
За трудовые успехи удостоен:
- золотая звезда «Серп и Молот» (15.09.1976)
- два ордена Ленина (26.06.1959, 15.09.1976)
- Орден Трудового Красного Знамени (28.04.1963)
- другие медали.